# Глива легенева
Гли́ва легене́ва (Pleurotus pulmonarius) — вид базидіомікотових деревних грибів родини плевротових.

## Опис
Шапинка світла, білувато-сіра (від місця прикріплення ніжки поширюється більш темна зона), з віком жовтіє, ексцентрична, віялоподібна. Діаметр 4-8 см (до 15). М'якоть сірувато-біла, запах слабкий, приємний.
Гіменофор спадний по ніжці, рідкісний, товстий, білий. Споровий порошок білий. Ніжка бічна (інколи зустрічається і центральна), до 4 см в довжину, брудно-біла, біля основи волосиста. М'якоть ніжки жорстка, особливо у зрілих грибів.

## Поширення
Росте з травня до жовтня на гнилій деревині, рідше на живих ослаблених деревах. При хороших умовах з'являється великими групами, що зрослися ніжками в пучки.